# Personaggi di A come Andromeda

Il titolo della serie televisiva

Questa voce contiene un elenco dei personaggi presenti nello sceneggiato televisivo A come Andromeda.

## Scienziati

### John Fleming
John Fleming (Luigi Vannucchi): fisico dotato di genialità, iniziativa ed immaginazione ma decisamente refrattario ad ogni genere di compromesso; accetta con entusiasmo l'idea di trasferire l'équipe a Thorness per costruire il super calcolatore ma è il primo ad esprimere perplessità sul vero scopo del messaggio proveniente dallo spazio, rifiutando l'idea di fare nascere un essere vivente. Dopo la creazione di Andromeda tenterà di contrastarne il sempre maggiore potere che lei ed il calcolatore hanno sul paese, giungendo a distruggerlo per tentare inutilmente di liberare la ragazza della quale si è nel frattempo innamorato.

### Dennis Bridger
Dennis Bridger (Mario Piave): ingegnere che insieme a Fleming costruisce il calcolatore ma contemporaneamente inoltra per denaro le informazioni che acquisisce; scoperto, verrà ucciso da un sicario dell'Intel, la società a cui passava i segreti, poco prima di essere arrestato.

### Ernest Reinhart
Ernest Reinhart (Tino Carraro): direttore dell'osservatorio; seguirà tutta la vicenda, tentando di fare da tramite tra la politica, i militari e Fleming in nome del progetto. Rimarrà affascinato, discostandosi da Fleming, dall'idea della creazione della vita fino a quando, convinto dalle ambiguità a cui assiste, ne accoglierà le tesi per sottrarre Andromeda al controllo del calcolatore.

### Madeleine Dawnay
Madeleine Dawnay (Gabriella Giacobbe): biologa di fama internazionale; sarà chiamata per seguire il processo di formazione delle cellule organiche per la creazione di Andromeda. Si schiererà apertamente contro Fleming che ne vorrebbe la morte ma ne chiederà l'aiuto nel momento in cui la ragazza sembra iniziare a sfuggire al controllo dei suoi creatori.

### Liz Murray
Liz Murray (Ida Meda): tecnica impiegata all'osservatorio di Bouldershaw Fell ed appartenente all'equipe di Fleming; seguirà l'equipe alla base missilistica di Thorness per realizzare il progetto del super calcolatore, assistendo anche la biologa Madeleine Dawnay nella nascita di Andromeda.

### Christine Flemstad
Christine Flemstad (Nicoletta Rizzi): biologa facente parte dello staff della dottoressa Madeleine.  Verrà uccisa involontariamente dal calcolatore durante il tentativo di analizzare la sua struttura biologica. I dati così raccolti permetteranno al calcolatore di progettare il suo clone: Andromeda.  

#### Galleria d'immagini

Luigi Vannucchi (John Fleming)
Mario Piave (Dennis Bridger)
Tino Carraro (professor Ernest Reinhart)
Gabriella Giacobbe (Madelaine Dawnay)
Ida Meda (Liz Murray)

## Intelligence

### Judy Adamson
Judy Adamson (Paola Pitagora): agente segreto, che agisce sotto la copertura dell'incarico di addetto stampa, aggregata all'equipe di Fleming allo scopo di scoprire il colpevole della fuga di notizie. Intreccerà una relazione con Fleming fino a quando il suo ruolo sarà scoperto dopo la morte di Bridger; in seguito scoprirà, disapprovandoli, i legami tra la Intel ed il governo britannico ma non riuscirà a recuperare il suo rapporto con lo scienziato, nel frattempo innamoratosi di Andromeda.

### Generale Watling
Generale Watling (Franco Volpi): capo del servizio segreto britannico; seguirà Judy nella sua missione, riuscendo ad arrivare ad uno degli uomini di Barnett, ma non potrà entrare nelle scelte del proprio governo.

### Harries
Harries (Claudio Cassinelli): agente segreto, che agisce sotto la copertura di tecnico elettronico dell'osservatorio di Bouldershaw Fell; affiancherà Judy nell'identificazione dell'autore della fuga di notizie e, una volta scoperta la connivenza tra l'ingegner Bridger e Barnett, dirigente dell'Intel, sarà rapito e ucciso dai suoi sicari.

#### Galleria d'immagini

Paola Pitagora (Judy Adamson)
Franco Volpi (generale Watling)
Claudio Cassinelli (Harries)

## Politici

### Sottosegretario Osborne
Sottosegretario Osborne (Arturo Dominici): Sottosegretario del Ministero delle Scienze, un politico prudente ma dotato di grande intelligenza; sosterrà Fleming, dapprima comprendendone il genio e successivamente accogliendo la sua tesi sul rischio rappresentato dal potere del calcolatore.

### Ministro Charles Robert Ratcliff
Ministro Charles Robert Ratcliff (Edoardo Toniolo): Ministro delle scienze, seguirà con interesse le scoperte di Fleming, supportandolo e difendendolo dall'ostilità e dalla diffidenza del generale Vandenberg e del colonnello Geers, dimostrandosi, dopo la nascita di Andromeda, contrario al totale utilizzo del calcolatore per scopi militari, a scapito dell'ambito scientifico.

#### Galleria d'immagini

Arturo Dominici (sottosegretario Osborne)
Edoardo Toniolo (Ministro Charles Robert Ratcliff)

## Militari

### Generale Vandenberg
Generale Vandenberg (Giampiero Albertini): generale statunitense, osteggerà Fleming tentando di farlo cacciare dall'equipe. Rimarrà strabiliato dalla possibilità degli usi militari del calcolatore, non comprendendo il pericolo rappresentato dal suo scopo.

### Colonnello Geers
Colonnello Geers (Enzo Tarascio): comandante della base di Thorness; un ottuso militare, ligio al regolamento ed assolutamente impreparato al confronto con la scienza. Diverrà il tramite tra Barnett ed il governo britannico.

#### Galleria d'immagini

Giampiero Albertini (generale Vandenberg)
Enzo Tarascio (colonnello. Geers)

## Altri personaggi

### Andromeda
Andromeda (Nicoletta Rizzi): creatura progettata dal calcolatore con le sembianze di Christine Flemstad (un clone pressoché identico, tranne nel colore dei capelli). Ne costituisce l'appendice sensoriale necessaria per rapportarsi con gli esseri umani, nell'ambito del suo programma di presa del potere sulla Terra secondo il volere dei suoi progettisti extraterrestri. Con la distruzione del calcolatore compiuta da Fleming sarà liberata dal suo compito, ma priva di uno scopo non sopravvivrà allo shock.

### Barnett
Barnett (Sandro Tuminelli): dirigente della Intel, un trust fuorilegge che lavora nell'ombra per appropriarsi delle scoperte degli scienziati per ricavarne grandi investimenti e con il quale politici e militari, allo stesso scopo, cercheranno un accordo, a dispetto della sua immoralità.

#### Galleria d'immagini

Nicoletta Rizzi (Andromeda)
Sandro Tuminelli (Barnett)